# Irénée Rochard

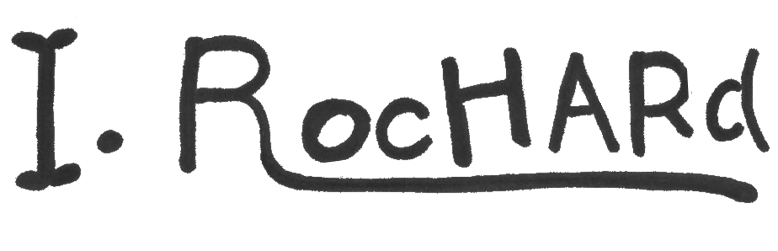
Signatur Irénée Rochard

Irénée Félix René Rochard (* 16. Januar 1906 in Villefranche-sur-Saône, Frankreich; † 29. März 1984 in Paris, Frankreich) war ein französischer Bildhauer.

## Leben
Rochard war der Sohn einer Malerin; sein Bruder war der Schauspieler und Sänger Armand Mestral. Von 1924 bis 1928 studierte er an Kunstschulen für Beaux-Arts und Arts Décoratifs, ab 1938 war er Mitglied der Société nationale des beaux-arts. In der Zwischenkriegszeit traf sich Rochard häufig mit anderen Tierskulpteuren, hauptsächlich mit François Pompon und Édouard-Marcel Sandoz.
Rochard schuf Hunderte von Tierskulpturen, darunter Pferde, Affen, Gazellen, Panther, Bärenjunge, Enten, Bisone, Pelikane, Dromedare, Hunde und andere im Stil des Art déco. Hierbei verwendete er Materialien wie Keramik, Holz, Granit und Marmor, hatte aber eine Vorliebe für Bronze.
Einige Figuren entstanden in Zusammenarbeit mit Ugo Cipriani, die oftmals mit Menneville et Rochard signiert sind. Sie zeigen Variationen einer Frau mit einem oder mehreren Hunden, wobei die Frauenfiguren von Menneville (Cipriani) und die Hunde von Rochard angefertigt wurden.
Die Stadt Paris kaufte einige seiner Arbeiten, so in den Jahren 1937, 1950, 1954, 1965, 1968 und später, wie auch die Stadt New York 1938.

## Werke (Auswahl)
- Antilopes
- Couple de cervidés
- Ourson assis
- Le canard
- Eléphant attaqué par des tigres
- Hibou
- Biche et Faon
- Panthère se léchant
- Le cheval Attila
- Le paon

## Ausstellungen (Auswahl)
Rochard nahm an zahlreichen Ausstellungen teil, darunter:
- La Horde de Montparnasse, von 1931 bis 1939
- Pariser Kolonialausstellung, 1931
- Société nationale des beaux-arts, von 1938 bis 1983
- Hôtel de Malestroit, Bry-sur-Marne, von 1980 bis 1982
- Bestiaire D' Art, Saint-Aquilin-de-Pacy, 1983
- Museum von Nevers, 1988
- Museum von Melun, 1989

## Ehrungen (Auswahl)
- 1931 – Goldmedaille auf der Pariser Kolonialausstellung
- 1941 – Bronzemedaille der Société nationale des beaux-arts
- 1948 – Silbermedaille der Société nationale des beaux-arts
- 1952 – Goldmedaille der Société nationale des beaux-arts
- ab 1965 – Mitglied der Jury der Société nationale des beaux-arts
- 1980 – Ehrenmedaille der Société nationale des beaux-arts
- 1981 – Édouard-Marcel-Sandoz-Tierskulpturpreis
- 1960 – Taylor-Preis
- 1961 – Preis der Académie des Beaux-Arts
- 1964 – Arthur-Leduc-Preis
- 1970 – Preis des Institut de France
- 1973 – Preis des Institut des Beaux Arts
- 1976 – Thérèse-Rivière-Preis